# Luis Enrique Mejía Godoy
Luis Enrique Mejía Godoy (1945-) es un músico, compositor y cantautor nicaragüense.
Luis Enrique Mejía Godoy es uno de los más importantes cantautores nicaragüenses. Pertenece a una familia con tradición musical, su padre era músico y su hermano Carlos Mejía Godoy es también un renombrado músico. Participó activamente en el período de gobierno sandinista entre 1979 y 1990 con responsabilidades en él. Su obra, de contenido altamente social, es muy importante en la historia de la música de Nicaragua y Centroamérica.

## Biografía
Luis Enrique Mejía Godoy nació el 19 de febrero de 1945 en Somoto, departamento de Madriz en Nicaragua. Es hijo de Carlos Mejía Fajardo, músico popular, constructor de marimbas y de María Elsa Godoy, maestra de escuela y artesana de pan. Su hermano, dos años mayor que él, Carlos Mejía Godoy es también un renombrado músico. Su sobrino es el cantante salsero Luis Enrique Mejía López, apodado "El príncipe de la salsa", cuyo álbum "Ciclos" ganó el premio Grammy en 2009 para «Mejor álbum tropical latino».

### Los comienzos
Ya desde niño se entretenía tocando los instrumentos de percusión que su padre hacía de manera experimental. Después de sus estudios de primaria en su ciudad natal, hizo la secundaria en León, donde formó su primer grupo de música con unos compañeros de estudios donde compuso ya alguna canción. Con la orquesta "Jazz Madriz", de Somoto, daría los primeros pasos en las actuaciones públicas cantando boleros y baladas.
Una vez que acabó en el bachillerato en 1965 se traslada a Costa Rica para comenzar los estudios de medicina en 1967 en ese país permanecería hasta el triunfo de la revolución en Nicaragua.
En 1969 abandonó los estudios con la firme decisión de dedicarse en exclusiva a la música. Graba sus primeros discos como miembro del grupo "Los Rufos" pero al año siguiente (1970) desaparece este grupo y él comienza su carrera en solitario, con la única compañía de su guitarra. Allí es donde comienza a desarrollar su faceta de cantautor grabado sus primeras canciones de contenido social. Temática que no abandonará en su dilatada vida artística y que será acompañada por su hermano Carlos. Luis Enrique también militó en el partido costarricense Vanguardia Popular.
En 1973, en ritmo de calipso compuso "Congolí Shangó". Ese mismo año la grabó por primera vez "en vivo" durante una presentación en el Teatro Arlequín con el grupo "Tayacán", integrado por músicos de Costa Rica, Venezuela y Chile.
Junto a otros músicos y cantantes costarricenses fundó el "Movimiento de la Nueva Canción Costarricense" en 1975 participando activamente de la vida cultural del país de acogida y relacionándose con otros de Latinoamérica y del Movimiento de la Nueva Canción Latinoamericana. También hace giras internacionales, tanto como solista, con el grupo o acompañando a su hermano Carlos y su grupo "Los de Palacagüina".

### Vuelta a Nicaragua
El 19 de julio de 1979 los sandinistas entran en Managua proclamándose el triunfo de la Revolución Nicaragüense. Luis Enrique vuelve a Nicaragua y entra a formar parte del Ministerio de Cultura, con Ernesto Cardenal como ministro, y en 1980 funda la Empresa Nicaragüense de Grabaciones Culturales (ENIGRAC) la cual dirige hasta 1988 produciendo más de 100 discos de canción popular.
En 1980 con músicos de diferentes experiencias y expresiones artísticas creó el grupo "Mancotal", con el que recorre numerosos países de todo el mundo. A partir de 1988 se dedica exclusivamente a la música en todas sus facetas y realiza varias giras internacionales con el grupo "La Banda Tepehuani", de El Salvador.
Junto con su hermano realiza el programa de la TV "La Tapisca" (1980) en el que se viaja por todo el país recogiendo su folclore. También protagonizan el programa de radio "La Guitarra Armada" entre 1980 y 1981.

### Después de 1990
En 1992 junto con otros cantautores funda la "Asociación de Cantautores Nicaragüenses" (ASCAN-VOLCANTO) la cual preside. Dicha asociación se dedica a promocionar la canción y a los artistas y músicos noveles. 
En 1993 funda, con sus hermanos Carlos y Francisco ("Chico") y otros amigos, el primer café concierto de Nicaragua "La Buena Nota" que se convirtió en un importante centro de la música nicaragüense. Allí trabajaría hasta mediados de 1998
En 1997 los hermanos Mejía Godoy crean la "Fundación Mejía Godoy", fundación sin ánimo de lucro para el desarrollo cultural, desde donde realizan acciones de todo tipo, conciertos, grabaciones, programas de salud y antidroga, lucha contra el SIDA. De esta fundación surge otro proyecto: "La Casa de los Mejía Godoy", importante centro del arte y cultura nicaragüense y un lugar de interés turístico.
En 2018, debido a la crisis política de Nicaragua, se exilió nuevamente en Costa Rica.

## Su obra
Luis Enrique Mejía Godoy ha musicalizado a poetas como Rubén Darío, Ernesto Cardenal, José Coronel Urtecho, Joaquín Pasos, Julio Cortázar o Gioconda Belli entre otros. Ha puesto música en muchas producciones audiovisuales nacionales.

## Reconocimientos
Ha recibido muchos reconocimientos, nacionales e internacionales, se destacan:
- Orden de la Independencia Cultural Rubén Darío, máximo reconocimiento otorgado por el Estado de Nicaragua a los artistas e intelectuales.
- "Medalla del 25 aniversario" del Teatro Nacional Rubén Darío.
- "Güegüense de Oro".
- "Doctor Honoris Causa en Desarrollo Rural" por la Universidad Nacional Agraria (UNA), junto a su hermano Carlos en 1999.

## Discografía

#### En solitario
- 1970 - Hilachas de sol (CBS) Costa Rica
- 1972 - Este es mi pueblo (CBS) Costa Rica
- 1975 - Para luchar y quererte (CBS) Costa Rica
- 1978 - La libertad en cada calle (CIGARRON) Venezuela
- 1978 - Canto a mi pueblo en lucha (SEGOVIA) San Fco. California, Estados Unidos
- 1979 - Amando en tiempos de guerra (CBS) Costa Rica
- 1980 - La revolución (CBS) Costa Rica
- 1981 - Un son para mi pueblo (ENIGRAC) Nicaragua
- Luis E. y Mancotal en Holanda (KKLA) Holanda
- 1983 - Yo soy de un pueblo sencillo (ENIGRAC) Nicaragua
- 1985 - A pesar de usted (ENIGRAC) Nicaragua
- 1988 - Nicarafricanico (PENTAGRAMA) México
- 1993 - Razones para vivir (SONY MUSIC) Costa Rica
- 1994 - Astillas del mismo canto, vol.I (NICARIB) Nicaragua (Antología)
- 1995 - Luis E. Mejía Godoy (Diez años) (SONY MUSIC) Costa Rica (Antología)
- 1997 - Trovador errante (NICARIB) Nicaragua
- 1997 - Astillas del mismo canto, vol.II (NICARIB) Nicaragua (Antología)

#### Colectivos
- 1977 - 7. Festival des politischen Liedes.
- 1979 - Guitarra Armada (con Carlos Mejía Godoy) Pentagrama, México.
- 1981 - Canto épico (con Carlos Mejía Godoy) Pentagrama, México.
- 1981 - Festival de la Nueva Canción, México.
- 1983 - Festival por la Paz, Managua (Concierto por la paz en Centroamérica).
- 1983 - Festival de la Nueva Canción, Ecuador.
- 1984 - Tercer festival de la Nueva Canción Latinoamericana.
- 1986 - Festival por la Paz Olof Palme, Costa Rica.
- 1987 - 17. Festival des politischen Liedes.
- 1988 - Gira por Grecia, Holanda, Bélgica.
- 1990 - Música afro-antillana (PENTAGRAMA) México.
- 1991 - Gira por Holanda (Roy Brown y Teresa Parodi).